# Junction (Texas)
Junction é uma cidade localizada no estado norte-americano do Texas, no Condado de Kimble.

## Demografia
Segundo o censo norte-americano de 2000, a sua população era de 2618 habitantes.
Em 2006, foi estimada uma população de 2645, um aumento de 27 (1.0%).

## Geografia
De acordo com o United States Census Bureau tem uma área de
5,9 km², dos quais 5,9 km² cobertos por terra e 0,0 km² cobertos por água. Junction localiza-se a aproximadamente 519 m acima do nível do mar.

## Localidades na vizinhança
O diagrama seguinte representa as localidades num raio de 68 km ao redor de Junction.